# Adrian Mutu
Adrian Mutu (ur. 8 stycznia 1979 w Călinești) – rumuński piłkarz grający na pozycji skrzydłowego lub napastnika, reprezentant kraju, trener.
Jeden z najlepszych rumuńskich piłkarzy w historii piłki nożnej. Reprezentował barwy Argeș Pitești, Dinama Bukareszt (mistrzostwo Rumunii), Interu Mediolan, Hellasu Werona, AC Parmy, Chelsea Londyn, Juventusu Turyn, ACF Fiorentina, AC Cesena, AC Ajaccio, Petrolul Ploeszti, FC Pune City oraz ASA Târgu Mureș. Z reprezentacją Rumunii dwukrotnie uczestniczył w mistrzostwach Europy (2000, 2008).
Był także nagradzany indywidualnie: czterokrotnie Piłkarz Roku w Rumunii (więcej mają tylko Gheorghe Hagi oraz Gheorghe Popescu – odpowiednio 7 i 6 razy), Złoty Guerin, król strzelców Pucharu Włoch, w 2014 roku został pierwszym piłkarzem w historii, który zdobył gole w europejskich pucharach w barwach siedmiu klubów, a w 2016 roku został wybrany do Drużyny Wszech czasów ACF Fiorentina.
Jako trener prowadził FC Voluntari, rezerwy Al-Wahdy Abu Zabi oraz reprezentację Rumunii U-21. Obecnie trener Rapidu Bukareszt.

## Kariera piłkarska

### Wczesna kariera
Adrian Mutu karierę piłkarską rozpoczął w 1987 roku juniorach Argeș Pitești, w których grał do 1996 roku, po czym dołączył do profesjonalnej drużyny klubu, w której grał do końca sezonu 1997/1998, w którym zajął 3. miejsce w Divizia A. Następnie w latach 1998–1999 reprezentował barwy Dinama Bukareszt (mistrzostwo Rumunii 2000, wicemistrzostwo Rumunii 1999).

### Kariera we Włoszech
W rundzie wiosennej sezonu 1999/2000 został zawodnikiem włoskiego Interu Mediolan, w którym rozegrał zaledwie 10 meczów ligowych, w których zdobył 1 gola, a także dotarł do finału Pucharu Włoch 1999/2000, w którym Nerazzurri przegrali rywalizację z Lazio Rzym (2:1, 0:0).
Następnie latem 2000 roku za 7 500 000 lirów włoskich (3 873 427 euro) w ramach umowy współwłasności został zawodnikiem Hellasu Werona. Do klubu w tym czasie dołączyli także: Mauro Camoranesi (późniejszy kolega Mutu w Juventusie Turyn), Alberto Gilardino (późniejszy kolega Mutu w ACF Fiorentina) oraz Massimo Oddo i stanowił wraz z nimi o sile klubu. 10 lutego 2001 roku wygranym 3:2 meczu z borykającym się problemami AS Bari w ramach 18. kolejki sezonu 2000/2001, Mutu zdobył 2 gole (53' i 69' minuta). Klub zakończył rozgrywki ligowe na 15. miejscu, w związku z czym musiał przystąpić do baraży z 14. drużyną w tabeli ligowej Regginą Calcio, z którą wygrał tę rywalizację (1:0, 1:2), dzięki czemu pozostał w Serie A. W czerwcu 2001 roku Hellas Werona wykupiła Mutu za 5 100 000 lirów włoskich (2 633 930 euro). W sezonie 2002/2003 w ramach wypożyczenia z opcją wykupu reprezentował barwy AC Parmy. Świetna forma przyniosła Mutu nominację do plebiscytu Złotej Piłki – nagrody na najlepszego zawodnika w Europie, w którym ostatecznie z 1 głosem zajął 22. miejsce (ex aequo z Filippo Inzaghim, Janem Kollerem, Ronaldinho oraz Francesco Toldo).

### Chelsea Londyn
Latem 2003 roku nowym właścicielem angielskiej Chelsea Londyn został rosyjski multimiliarder, właściciel Gazpromu – Roman Abramowicz, który nie oszczędzał na transferach przed rozpoczęciem sezonu 2003/2004, gdyż do klubu trafiło wielu czołowych zawodników w Europie, w tym Mutu, za którego 12 sierpnia 2003 roku, władze Chelsea Londyn zapłaciły władzom AC Parmy 22 500 000 euro (15 800 000 funtów brytyjskich) oraz podpisała z zawodnikiem 5-letni kontrakt, dzięki czemu The Blues stała się ona jedną z najlepszych drużyn piłkarskich na świecie.
W drużynie The Blues zadebiutował 23 sierpnia 2003 roku w wygranym 2:1 meczu u siebie z Leicesterem City, w którym w 45. minucie zdobył także pierwszego w drużynie gola, tym samym ustalając wynik meczu, a w 69. minucie został zastąpiony przez Jespera Grønkjæra. W pierwszych trzech meczach Mutu imponował skutecznością, gdyż zdobył 4 gole w 3 meczach (1 z Leicesterem City – 2:1, 1 z Blackburn Rovers – 2:2, 2 z Tottenhamem Hotspur – 4:2). W sezonie 2003/2004 zdobył z drużyną The Blues wicemistrzostwo Anglii oraz dotarł do półfinału Ligi Mistrzów, w którym drużyna The Blues przegrała rywalizację z rewelacją tych rozgrywek – z występującym we francuskim Ligue 1 AS Monaco (1:3, 2:2).
Na początku sezonu 2004/2005 Mutu miał trudną relację z nowym trenerem drużyny The Blues – José Mourinho, z którym nawzajem oskarżał się o kłamstwo dotyczące kontuzji Mutu w meczu eliminacyjnym mistrzostw świata 2006 z reprezentacją Czech (0:1), rozegranym 6 października 2004 roku na Toyota Arenie w Pradze. Wkrótce po wykryciu w organizmie Mutu niedozwolonego środka dopingującego (kokaina), zawodnik został zdyskwalifikowany na okres 7 miesięcy.

### Odszkodowanie za naruszenie kontraktu
Na początku 2005 roku Chelsea Londyn zaczęła się domagać odszkodowania od Mutu za naruszenie kontraktu, a Komisja Apelacyjna FA ds. Premier League uznała, że zawodnik naruszył warunki kontraktu bez uzasadnionej przyczyny, dzięki czemu Chelsea Londyn mogła ubiegać się o odszkodowanie od zawodnika. Mutu w kwietniu 2005 roku złożył swoje pierwsze odwołanie do Sportowego Sądu Arbitrażowego (CAS) w Lozannie, jednak w grudniu 2005 roku apelacja została oddalona. 11 maja 2006 roku władze Chelsea Londyn złożyły do FIFA przeciwko Mutu wniosek o przyznanie odszkodowania, jednak Izba ds. Rozstrzygania Sporów FIFA uznała, że nie ma podstaw do roszczeń ze strony klubu, jednak 2006 roku władze Chelsea Londyn złożyły odwołanie do Sportowego Sądu Arbitrażowego w Lozannie. 21 maja 2007 roku apelacja została uwzględniona i sprawa ponownie została ponownie skierowana do Izby ds. Rozstrzygania Sporów FIFA (DRC).
7 maja 2008 roku Izba ds. Rozstrzygania Sporów FIFA uznała, że Mutu musi zapłacić 17 173 990 euro (14 650 000 funtów brytyjskich odszkodowania Chelsea Londyn za naruszenie warunków kontraktu bez uzasadnionej przyczyny. Wysokość odszkodowania obejmowała: 16 500 000 euro niezamortyzowanej części opłaty za przelew AC Parmie, 307 340 euro niezamortyzowanej części opłaty za rejestrację, którą otrzymał Mutu oraz 366 650 euro niezamortyzowanej części opłaty na rzecz agenta, jednak nie uwzględniono kwoty wypłaconej zawodnikowi przez Chelsea Londyn (rozliczenie za świadczone usługi) oraz umowy o pracę o wartości 10 858 500 euro. Mutu musiał zapłacić w ciągu 30 dni od podjęcia decyzji przez Izbę ds. Rozstrzygania Sporów FIFA, jednak Mutu ponownie złożył odwołanie do Sportowego Sądu Arbitrażowego w Lozannie, jednak 31 lipca 2009 roku zostało ono oddalone, a Mutu musiał zapłacić Chelsea Londyn kwotę wraz z odsetkami w wysokości 5% rocznie, od 12 września 2008 roku do dnia wejścia w życie płatności, jednak sprawa została przekazana do Komisji Dyscyplinarnej FIFA. Zawodnik musiał także pokryć koszty arbitrażu obu stronom, w tym 50 000 franków szwajcarskich na rzecz Chelsea Londyn. Była to wówczas najwyższa kara finansowa w historii FIFA.
Mutu w przypadku niewywiązania się z obowiązku wypłacenia odszkodowania mógł dostać ukarany dyskwalifikacją od FIFA, chociaż grupa prawników kwestionowała tę decyzję. Mutu w październiku 2009 roku złożył swoje trzecie odwołanie, tym razem do Federalnego Sądu Najwyższego Szwajcarii, jednak zostało ono oddalone i tym samym Mutu musiał zapłacić Chelsea Londyn 17 000 000 euro odszkodowania. W 2013 roku Izba ds. Rozstrzygania Sporów FIFA orzekła o wspólnym wypłaceniu odszkodowania przez Livorno Calcio oraz Juventus Turyn, jednak władze obu klubów odwołały się do Sportowego Sądu Arbitrażowego w Lozannie, jednak Sportowy Sąd Arbitrażowy w Lozannie uchylił decyzję Izby ds. Rozstrzygania Sporów FIFA, zatem Mutu jako jedyny został zobowiązany do wypłacenia odszkodowania Chelsea Londyn.
W 2018 roku Europejski Trybunał Praw Człowieka odrzucił odwołanie Mutu przeciwko orzeczeniu Sportowego Sądu Arbitrażowego w Lozannie z 2015 roku.

### Juventus Turyn
12 stycznia 2005 roku Mutu podpisał kontrakt z włoskim Juventusem Turyn, mimo obowiązującej go dyskwalifikacji do 18 maja 2005 roku, gdyż Juventus Turyn nie miał wolnego miejsca na zakup innego zawodnika spoza Unii Europejskiej. Zdobył z klubem dwukrotnie mistrzostwo Włoch (2005, 2006), jednak oba tytułu zostały później odebrane w wyniku afery korupcyjnej tzw. calciopoli, dodatkowo Juventus Turyn został zdyskwalifikowany do Serie B. Wkrótce wielu zawodników Starej Damy, w tym Mutu opuścili klub.

### ACF Fiorentina

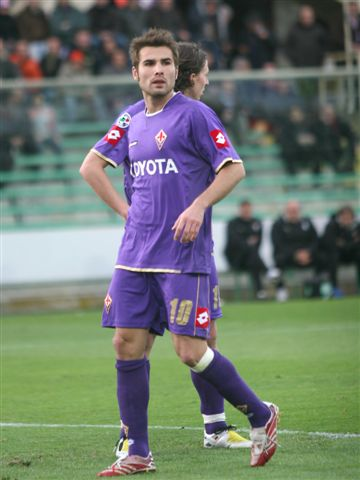
Mutu w barwach Fioletowych w sezonie 2007/2008

Po degradacji Juventusu Turyn do Serie B, Mutu wraz z innymi zawodnikami Starej Damy, zadecydował się na opuszczenie klubu. 8 lipca 2006 roku oficjalnie ogłoszono o podpisaniu kontraktu Mutu z ACF Fiorentina za 8 000 000 euro, w której Mutu przeżył najlepszy okres w swojej karierze piłkarskiej, a przede wszystkim stanowił o sile drużyny Fioletowych, która w tamtym okresie była jedną z czołowych włoskich drużyn piłkarskich. W sezonie 2006/2007 został nagrodzony Złotym Guerinem – nagrodą dla najlepszego zawodnika Serie A w danym sezonie. W sezonie 2007/2008 Fioletowi dotarli do półfinału Pucharu UEFA, w przegrali rywalizację po serii rzutów karnych 4:2 ze szkockim Glasgow Rangers (2 mecze tej rywalizacji zakończyły się bezbramkowym remisem).
Świetna forma Mutu w drużynie Fioletowych oraz dobry występ na mistrzostwach Europy 2008 w Austrii i w Szwajcarii sprawiły, że w lipcu 2008 roku zainteresowanie zawodnikiem wyraziła AS Roma, która złożyła ofertę za Mutu w wysokości od 18 do 20 000 000 euro, jednak Mutu ostatecznie zdecydował się pozostanie w drużynie Fioletowych oraz podpisanie nowego, obowiązującego do końca sezonu 2011/2012 kontraktu.
29 stycznia 2010 roku poinformowano o pozytywnym teście antydopingowym Mutu po pierwszym meczu ćwierćfinałowym Pucharu Włoch 2009/2010 z Lazio Rzym, rozegranym 20 stycznia 2010 roku na Stadio Artemio Franchi we Florencji oraz zakończonym wygraną drużyny Fioletowych 3:2, a Mutu w 9. oraz w 44. minucie meczu zdobył 2 gole (Mutu z 4 golami został królem strzelców rozgrywek, ex aequo wraz z Alainem Bacletem). Włoski prokurator sportowy poprosił WNKOl (Włoski Narodowy Komitet Olimpijski) o roczną dyskwalifikację dla zawodnika, jednak 19 kwietnia 2010 roku ostatecznie został zdyskwalifikowany na okres 9 miesięcy, jednak wktótce dyskwalifikacja została skrócona do 6 miesięcy i zakończyła się ona 29 października 2010 roku. 7 stycznia 2011 roku Mutu został zawieszony przez władze ACF Fiorentina za złamanie warunków umowy (dezercja), jednak potem Mutu przeprosił władze klubu i rozstał się ze swoim agentem – Victorem Becali. 3 lutego 2011 roku władze ACF Fiorentina ogłosiły o przywróceniu zawodnika do pierwszej drużyny Fioletowych, a po sezonie 2010/2011 Mutu opuścił klub.

### Dalsza kariera
23 czerwca 2011 roku oficjalnie ogłoszono o podpisaniu 2-letniego kontraktu Mutu z AC Ceseną. 15 stycznia 2012 roku zdobył dwa gole (20' i 39' (k.) minuta) w wygranym 3:1 meczu u siebie z Novarą Calcio, dzięki czemu przekroczył barierę 100 goli w Serie A – 101 goli. 11 kwietnia 2011 roku po kilku nieudanych meczach, w 76. minucie zdobył gola w przegranym 3:2 meczu wyjazdowym z CFC Genoa. Jednak 8 goli Mutu w 28 meczach nie uratowały klubu przed spadkiem z Serie A, zajmując ostatecznie ostatnie – 20. miejsce w tabeli ligowej sezonu 2011/2012, po czym Mutu za porozumieniem stron odszedł z klubu.
28 sierpnia 2012 roku Mutu podpisał kontrakt z występującym w rozgrywkach francuskiej ligi Ligue 1 AC Ajaccio. Powiedział, iż faworyzuje włoską kulturę na Korsyce, odrzucając twierdzenia o przejściu na emeryturę, zarazem deklarując zdobycie większej ilości goli od Zlatana Ibrahimovića w Paris Saint-Germain. Prezes klubu – Alain Orsoni powiedział, że Mutu był najbardziej znanym zawodnikiem na Korsyce od czasów Johnny'ego Repa, który odszedł z regionu w 1978 roku do SC Bastii. W sezonie 2012/2013 w 28 meczach ligowych zdobył 9 goli, dzięki czemu klub utrzymał się w Ligue 1, jednak w sezonie 2013/2014 w 9 meczach ligowych nie zdobył żadnego gola, w związku z czym 14 stycznia 2014 roku wraz ze swoim rodakiem – Ștefanem Popescu, odszedł z klubu.
Jeszcze tego samego dnia został zaprezentowany 10 000 kibicom Petrolul Ploeszti jako zawodnik ich klubu, w którym trenerem był były kolega Mutu z reprezentacji Rumunii – Cosmin Contra. Latem 2014 roku zdobył 2 gole w 2 meczach rywalizacji z czeską Viktorią Pilzno (1:1, 4:1) w ramach trzeciej rundy kwalifikacyjnej Ligi Europy 2014/2015, jednak w rundzie play-off klub przegrał rywalizację z chorwackim Dinamo Zagrzeb i tym samym zakończył udział w tych rozgrywkach. 26 września 2014 roku klub ogłosił o rozwiązaniu umowy z Mutu.
30 lipca 2015 roku podpisał kontrakt z klubem Indian Premier League – FC Pune City.
18 stycznia 2016 roku wrócił do Rumunii do ASA Târgu Mureș, po zapewnieniu selekcjonera reprezentacji Rumunii – Anghela Iordănescu o powołaniu go na mistrzostwa Europy 2016 we Francji w przypadku lepszej gry niż w Indiach, jednak takiej formy nie osiągnął, gdyż w zaledwie 5 rozegranych meczach w klubie w sezonie 2015/2016 nie zdobył żadnego gola i ostateczenie zakończył piłkarską karierę.

## Kariera reprezentacyjna
Adrian Mutu w 1995 roku w reprezentacji Rumunii U-16 rozegrał 2 mecze, w latach 1996–1997 w reprezentacji Rumunii U-18 rozegrał 14 meczów, w których zdobył 8 goli, w latach 1998–2000 w reprezentacji Rumunii U-21 rozegrał 12 meczów, w których zdobył 6 goli.
W seniorskiej reprezentacji Rumunii zadebiutował 29 marca 2000 roku na Stadionie Olimpijskim w Atenach w przegranym 2:0 meczu towarzyskim z reprezentacją Grecji, w którym został zastąpiony w 65. minucie przez Laurențiu Roșu. W tym samym roku został powołany na mistrzostwa Europy 2000 w Belgii i w Holandii, na których był podstawowym zawodnikiem drużyny Tricolorii (nie grał tylko w drugim meczu Grupy A z reprezentacją Portugalii (0:1) 17 czerwca 2000 roku na GelreDome w Arnhem), która zakończyła udział w turnieju w ćwierćfinale po przegranej 2:0 z późniejszymi wicemistrzami Europy – reprezentacją Włoch na Stadionie Króla Baudouina I w Brukseli.
W 2008 roku ponownie został powołany na mistrzostwa Europy, które tym razem odbyły się w Austrii i w Szwajcarii. Na turnieju rozegrał wszystkie 3 mecze, a także w 55. minucie drugiego meczu Grupy C z reprezentacją Włoch (1:1), rozegranego 13 czerwca 2008 roku na Letzigrund Stadion w Zurychu zdobył gola na 1:0, jednak w 56. minucie Christian Panucci zdobył gola, wyrównując na 1:1, a Mutu także nie wykorzystał rzutu karnego, który praktycznie przesądził o odpadnięciu drużyny Tricolorii już po fazie grupowej.
W 2009 roku nowym selekcjonerem drużyny Tricolorii został Răzvan Lucescu, który wyrzucił Mutu ze swojej drużyny po libacji alkoholowej po przegranym 5:0 meczu eliminacyjnym mistrzostw świata 2010 z reprezentacją Serbii, rozegranego 10 października 2009 roku na Stadionie Crvena zvezda w Belgradzie, który w 75. minucie został zastąpiony przez Andrei Cristeę, jednak po słaby wynikach drużyny Tricolorii oraz presji fanów, ponownie powołał Mutu do reprezentacji Rumunii.
Mutu ponownie w drużynie Tricolorii zagrał 29 marca 2011 roku na Stadion Ceahlăul w Piatra Neamț w wygranym 3:1 meczu eliminacyjnym mistrzostw Europy 2012 z reprezentacją Luksemburga, w którym Mutu zdobył dwa gole (24' i 68' minuta), a także to był pierwszy wygrany mecz drużyny Tricolorii w tych eliminacjach. 3 czerwca 2011 roku na Stadionie Giulești-Valentin Stănescu w Bukareszcie zdobył gola w na 1:0 w 37. minucie wygranego 3:0 meczu eliminacyjnego mistrzostw Europy 2012 z reprezentacją Bośni i Hercegowiny.
11 sierpnia 2011 roku Mutu wraz z Gabrielem Tamașem został wykluczony z drużyny Tricolorii po tym jak, 10 sierpnia 2011 roku znaleziono ich w na spożywaniu alkoholu w barze podczas meczu towarzyskiego drużyny Tricolorii z reprezentacją San Marino (1:0) na San Marino Stadium w Serravalle, jednak po trzech meczach absencji wrócili do drużyny Tricolorii. Ostatni mecz w reprezentacji Rumunii rozegrał 26 marca 2013 roku na Amsterdam Arena w Amsterdamie w przegranym 4:0 meczu eliminacyjnym mistrzostw świata 2014 z reprezentacją Holandii, w którym został zastąpił w 68. minucie Gheorghe'a Grozava.
21 listopada 2013 roku został ostatecznie wyrzucony z reprezentacji Rumunii, po tym jak wrzucił na Facebooku zdjęcie selekcjonera – Victora Pițurcy w podobiźnie Jasia Fasoli.
Łącznie w latach 1998–2013 w reprezentacji Rumunii rozegrał 77 meczów, w których zdobył 35 goli, dzięki czemu jest wraz z Gheorghem Hagim rekordzistą w liczbie zdobytych goli w drużynie Tricolorii.

## Styl gry
Niezwykle zręczny i kreatywny zawodnik, który miał oko na bramkę, jednak przez całą swoją karierę nękały go problemy poza boiskiem, Mutu był w stanie grać na kilku pozycjach ofensywnych i był używany jako wspierający napastnik, jako główny napastnik, jako skrzydłowy, a także jako ofensywny pomocnik, ze względu na jego zdolność zarówno do zdobywania goli, jak i asysty przy ich zdobywaniu. Często porównywany do Gheorghe'a Hagiego w kwiecie wieku, był szybkim i mobilnym zawodnikiem, z doskonałymi umiejętnościami technicznymi i dryblingiem, a także był dokładnym wykonawcą stałych fragmentów gry (m.in. rzuty wolne, rzuty karne). Pomimo swojego talentu był często podatny na kontuzje i oskarżany o niekonsekwencję w całej swojej karierze, a także był znany z niskiej szybkości pracy, temperamentu i zachowania na boisku; z tego powodu często uważano, że nie wykorzystał w pełni swojego potencjału.

## Kariera trenerska
Adrian Mutu po zakończeniu kariery piłkarskiej rozpoczął karierę trenerską. W okresie od 15 kwietnia 2018 roku do 14 czerwca 2018 roku był trenerem klubu Ligi I – FC Voluntari, gdzie zastąpił Claudiu Niculescu. Mimo podpisania 2-letniego kontraktu oraz wygraniu rywalizacji w barażach z Chindią Târgoviște, został zwolniony przez zarząd klubu, w wyniku czego z klubu odszedł również prezes klubu – Dan Leasa.
Następnie trenował: rezerwy emirackiego Al-Wahdy Abu Zabi (20.09.2018–01.06.2019) oraz reprezentację Rumunii U-21 (20.12.2019–16.04.2021). 2 czerwca 2021 roku został trenerem FC U Craiova 1948.
W marcu 2022 został trenerem Rapidu Bukareszt.

## Statystyki

### Klubowe
| Klub               | Sezon              | Liga                | Liga  | Liga | Puchar krajowy | Puchar krajowy | Puchar Ligi | Puchar Ligi | UEFA  | UEFA | Inne  | Inne | Łącznie | Łącznie |
| Klub               | Sezon              | Liga                | Mecze | Gole | Mecze          | Gole           | Mecze       | Gole        | Mecze | Gole | Mecze | Gole | Mecze   | Gole    |
| ------------------ | ------------------ | ------------------- | ----- | ---- | -------------- | -------------- | ----------- | ----------- | ----- | ---- | ----- | ---- | ------- | ------- |
| Argeș Pitești      | 1996/1997          | Divizia A           | 5     | 0    | —              | —              | —           | —           | —     | —    | —     | —    | 5       | 0       |
| Argeș Pitești      | 1997/1998          | Divizia A           | 21    | 4    | —              | —              | —           | —           | —     | —    | —     | —    | 21      | 4       |
| Argeș Pitești      | 1998/1999          | Divizia A           | 15    | 7    | —              | —              | —           | —           | 6     | 3    | —     | —    | 21      | 10      |
| Łącznie            | Łącznie            | Łącznie             | 41    | 11   | —              | —              | —           | —           | 6     | 3    | —     | —    | 47      | 14      |
| Dinamo Bukareszt   | 1998/1999          | Divizia A           | 17    | 4    | 0              | 0              | —           | —           | —     | —    | —     | —    | 17      | 4       |
| Dinamo Bukareszt   | 1999/2000          | Divizia A           | 18    | 18   | 3              | 3              | —           | —           | 4     | 4    | —     | —    | 25      | 25      |
| Łącznie            | Łącznie            | Łącznie             | 35    | 22   | 3              | 3              | —           | —           | 4     | 4    | —     | —    | 42      | 29      |
| Inter Mediolan     | 1999/2000          | Serie A             | 10    | 0    | 4              | 2              | —           | —           | —     | —    | —     | —    | 14      | 2       |
| Łącznie            | Łącznie            | Łącznie             | 10    | 0    | 4              | 2              | —           | —           | —     | —    | —     | —    | 14      | 2       |
| Hellas Verona      | 2000/2001          | Serie A             | 25    | 5    | 1              | 1              | —           | —           | —     | —    | —     | —    | 26      | 6       |
| Hellas Verona      | 2001/2002          | Serie A             | 32    | 12   | 2              | 0              | —           | —           | —     | —    | —     | —    | 34      | 12      |
| Łącznie            | Łącznie            | Łącznie             | 57    | 17   | 3              | 1              | —           | —           | —     | —    | —     | —    | 60      | 18      |
| AC Parma (wyp.)    | 2002/2003          | Serie A             | 31    | 18   | 1              | 0              | —           | —           | 4     | 4    | —     | —    | 36      | 22      |
| Łącznie            | Łącznie            | Łącznie             | 31    | 18   | 1              | 0              | —           | —           | 4     | 4    | —     | —    | 36      | 22      |
| Chelsea Londyn     | 2003/2004          | Premier League      | 25    | 6    | 3              | 3              | 1           | 0           | 7     | 1    | —     | —    | 36      | 10      |
| Chelsea Londyn     | 2004/2005          | Premier League      | 2     | 0    | —              | —              | —           | —           | —     | —    | —     | —    | 2       | 0       |
| Łącznie            | Łącznie            | Łącznie             | 27    | 6    | 3              | 3              | 1           | 0           | 7     | 1    | —     | —    | 38      | 10      |
| Juventus Turyn     | 2004/2005          | Serie A             | 1     | 0    | —              | —              | —           | —           | —     | —    | —     | —    | 1       | 0       |
| Juventus Turyn     | 2005/2006          | Serie A             | 32    | 7    | 4              | 3              | —           | —           | 8     | 1    | 1     | 0    | 45      | 11      |
| Łącznie            | Łącznie            | Łącznie             | 33    | 7    | 4              | 3              | —           | —           | 8     | 1    | 1     | 0    | 46      | 11      |
| ACF Fiorentina     | 2006/2007          | Serie A             | 33    | 16   | 2              | 1              | —           | —           | —     | —    | —     | —    | 35      | 17      |
| ACF Fiorentina     | 2007/2008          | Serie A             | 29    | 17   | 1              | 0              | —           | —           | 10    | 6    | —     | —    | 40      | 23      |
| ACF Fiorentina     | 2008/2009          | Serie A             | 19    | 13   | 1              | 0              | —           | —           | 9     | 2    | —     | —    | 29      | 15      |
| ACF Fiorentina     | 2009/2010          | Serie A             | 11    | 4    | 2              | 4              | —           | —           | 6     | 3    | —     | —    | 19      | 11      |
| ACF Fiorentina     | 2010/2011          | Serie A             | 20    | 4    | —              | —              | —           | —           | —     | —    | —     | —    | 20      | 4       |
| Łącznie            | Łącznie            | Łącznie             | 112   | 54   | 6              | 5              | —           | —           | 25    | 11   | —     | —    | 143     | 70      |
| AC Cesena          | 2011/2012          | Serie A             | 28    | 8    | 1              | 0              | —           | —           | —     | —    | —     | —    | 29      | 8       |
| Łącznie            | Łącznie            | Łącznie             | 28    | 8    | 1              | 0              | —           | —           | —     | —    | —     | —    | 29      | 8       |
| AC Ajaccio         | 2012/2013          | Ligue 1             | 28    | 11   | —              | —              | —           | —           | —     | —    | —     | —    | 28      | 11      |
| AC Ajaccio         | 2013/2014          | Ligue 1             | 9     | 0    | —              | —              | —           | —           | —     | —    | —     | —    | 9       | 0       |
| Łącznie            | Łącznie            | Łącznie             | 37    | 11   | —              | —              | —           | —           | —     | —    | —     | —    | 37      | 11      |
| Petrolul Ploeszti  | 2013/2014          | Liga I              | 8     | 2    | —              | —              | —           | —           | —     | —    | —     | —    | 8       | 2       |
| Petrolul Ploeszti  | 2014/2015          | Liga I              | 6     | 2    | 1              | 0              | —           | —           | 6     | 2    | —     | —    | 13      | 4       |
| Łącznie            | Łącznie            | Łącznie             | 14    | 4    | 1              | 0              | —           | —           | 6     | 2    | —     | —    | 21      | 6       |
| FC Pune City       | 2015               | Indian Super League | 10    | 4    | —              | —              | —           | —           | —     | —    | —     | —    | 10      | 4       |
| Łącznie            | Łącznie            | Łącznie             | 10    | 4    | —              | —              | —           | —           | —     | —    | —     | —    | 10      | 4       |
| ASA Târgu Mureș    | 2015/2016          | Liga I              | 4     | 0    | 1              | 0              | —           | —           | —     | —    | —     | —    | 5       | 0       |
| Łącznie            | Łącznie            | Łącznie             | 4     | 0    | 1              | 0              | —           | —           | —     | —    | —     | —    | 5       | 0       |
| Łącznie w karierze | Łącznie w karierze | Łącznie w karierze  | 439   | 160  | 27             | 17             | 1           | 0           | 60    | 26   | 1     | 0    | 528     | 203     |

### Reprezentacyjne
| Reprezentacja | Rok     | Mecze | Gole | Średnia goli |
| ------------- | ------- | ----- | ---- | ------------ |
| Rumunia       | 2000    | 11    | 1    | 0.09         |
| Rumunia       | 2001    | 6     | 0    | 0.00         |
| Rumunia       | 2002    | 6     | 1    | 0.16         |
| Rumunia       | 2003    | 10    | 7    | 0.70         |
| Rumunia       | 2004    | 5     | 4    | 0.80         |
| Rumunia       | 2005    | 5     | 5    | 1.00         |
| Rumunia       | 2006    | 6     | 3    | 0.50         |
| Rumunia       | 2007    | 9     | 6    | 0.66         |
| Rumunia       | 2008    | 7     | 2    | 0.28         |
| Rumunia       | 2009    | 2     | 0    | 0.00         |
| Rumunia       | 2010    | 0     | 0    | 0.00         |
| Rumunia       | 2011    | 5     | 5    | 1.00         |
| Rumunia       | 2012    | 3     | 0    | 0.00         |
| Rumunia       | 2013    | 2     | 1    | 0.50         |
| Łącznie       | Łącznie | 77    | 35   | 0.45         |

### Gole w reprezentacji
| Rumunia | Rumunia    | Rumunia                                        | Rumunia              | Rumunia | Rumunia | Rumunia           |
| Lp.     | Data       | Stadion                                        | Przeciwnik           | Gole    | Wynik   | Turniej           |
| ------- | ---------- | ---------------------------------------------- | -------------------- | ------- | ------- | ----------------- |
| 1.      | 26.04.2000 | Stadion Farul, Konstanca                       | Cypr                 | 1:0     | 2:0     | Mecz towarzyski   |
| 2.      | 17.04.2002 | Stadion im. Zdzisława Krzyszkowiaka, Bydgoszcz | Polska               | 2:0     | 2:1     | Mecz towarzyski   |
| 3.      | 29.03.2003 | Stadionul Național, Bukareszt                  | Dania                | 1:0     | 2:5     | El. Euro 2004     |
| 4.      | 07.06.2003 | Bilino Polje, Zenica                           | Bośnia i Hercegowina | 1:0     | 2:0     | El. Euro 2004     |
| 5.      | 20.08.2003 | Stadion Szachtar, Donieck                      | Ukraina              | 1:0     | 2:0     | Mecz towarzyski   |
| 6.      | 20.08.2003 | Stadion Szachtar, Donieck                      | Ukraina              | 2:0     | 2:0     | Mecz towarzyski   |
| 7.      | 06.09.2003 | Stadion Astra, Ploeszti                        | Luksemburg           | 1:0     | 4:0     | El. Euro 2004     |
| 8.      | 10.09.2003 | Parken, Kopenhaga                              | Dania                | 1:1     | 2:2     | El. Euro 2004     |
| 9.      | 11.10.2003 | Stadion Dinamo, Bukareszt                      | Japonia              | 1:0     | 1:1     | Mecz towarzyski   |
| 10.     | 18.02.2004 | Stadion Neo GSZ, Larnaka                       | Gruzja               | 1:0     | 3:0     | Mecz towarzyski   |
| 11.     | 18.02.2004 | Stadion Neo GSZ, Larnaka                       | Gruzja               | 2:0     | 3:0     | Mecz towarzyski   |
| 12.     | 18.08.2004 | Stadion Giulești-Valentin Stănescu, Bukareszt  | Finlandia            | 1:0     | 2:1     | El. Mundialu 2006 |
| 13.     | 04.09.2004 | Stadion im. Iona Oblemenki, Krajowa            | Macedonia            | 2:1     | 2:1     | El. Mundialu 2006 |
| 14.     | 17.08.2005 | Stadion Farul, Konstanca                       | Andora               | 1:0     | 2:0     | El. Mundialu 2006 |
| 15.     | 17.08.2005 | Stadion Farul, Konstanca                       | Andora               | 2:0     | 2:0     | El. Mundialu 2006 |
| 16.     | 03.09.2005 | Stadion Farul, Konstanca                       | Czechy               | 1:0     | 2:0     | El. Mundialu 2006 |
| 17.     | 03.09.2005 | Stadion Farul, Konstanca                       | Czechy               | 2:0     | 2:0     | El. Mundialu 2006 |
| 18.     | 08.10.2005 | Stadion Olimpijski, Helsinki                   | Finlandia            | 1:0     | 1:0     | El. Mundialu 2006 |
| 19.     | 16.08.2006 | Stadion Farul, Konstanca                       | Cypr                 | 1:0     | 2:0     | Mecz towarzyski   |
| 20.     | 06.09.2006 | Stadiumi Kombëtar „Qemal Stafa”, Tirana        | Albania              | 2:0     | 2:0     | El. Euro 2008     |
| 21.     | 07.10.2006 | Stadion Ghencea, Bukareszt                     | Białoruś             | 1:0     | 3:1     | El. Euro 2008     |
| 22.     | 07.02.2007 | Stadionul Național, Bukareszt                  | Mołdawia             | 2:0     | 2:0     | Mecz towarzyski   |
| 23.     | 28.03.2007 | Stadion Ceahlăul, Piatra Neamț                 | Luksemburg           | 1:0     | 3:0     | El. Euro 2008     |
| 24.     | 06.06.2007 | Stadion im. Dana Păltinișanu, Timișoara        | Luksemburg           | 1:0     | 2:0     | El. Euro 2008     |
| 25.     | 22.08.2007 | Stadionul Național, Bukareszt                  | Turcja               | 2:0     | 2:0     | Mecz towarzyski   |
| 26.     | 08.09.2007 | Stadion Dynama Mińsk, Mińsk                    | Białoruś             | 1:0     | 3:1     | El. Euro 2008     |
| 27.     | 08.09.2007 | Stadion Dynama Mińsk, Mińsk                    | Białoruś             | 3:1     | 3:1     | El. Euro 2008     |
| 28.     | 31.05.2008 | Stadionul Național, Bukareszt                  | Turcja               | 1:0     | 4:0     | Mecz towarzyski   |
| 29.     | 13.06.2008 | Letzigrund Stadion, Zurych                     | Włochy               | 1:0     | 1:1     | Euro 2008         |
| 30.     | 29.03.2011 | Stadion Ceahlăul, Piatra Neamț                 | Luksemburg           | 1:1     | 3:0     | El. Euro 2012     |
| 31.     | 29.03.2011 | Stadion Ceahlăul, Piatra Neamț                 | Luksemburg           | 2:1     | 3:0     | El. Euro 2012     |
| 32.     | 03.06.2011 | Stadion Giulești-Valentin Stănescu, Bukareszt  | Bośnia i Hercegowina | 1:0     | 3:0     | El. Euro 2012     |
| 33.     | 07.10.2011 | Stadionul Național, Bukareszt                  | Białoruś             | 1:0     | 2:2     | El. Euro 2012     |
| 34.     | 07.10.2011 | Stadionul Național, Bukareszt                  | Białoruś             | 2:1     | 2:2     | El. Euro 2012     |
| 35.     | 22.03.2013 | Stadion im. Ferenca Puskása, Budapeszt         | Węgry                | 1:1     | 2:2     | El. Mundialu 2014 |

### Trenerskie
| Klub                 | Od         | Do         | Wyniki | Wyniki | Wyniki | Wyniki | Wyniki | Wyniki | Wyniki | Wyniki |
| Klub                 | Od         | Do         | M      | Z      | R      | P      | GZ     | GS     | RG     | Z%     |
| -------------------- | ---------- | ---------- | ------ | ------ | ------ | ------ | ------ | ------ | ------ | ------ |
| FC Voluntari         | 15.04.2018 | 14.06.2018 | 11     | 3      | 3      | 5      | 11     | 14     | −3     | 27.27  |
| Al-Wahda II Abu Zabi | 20.09.2018 | 01.06.2019 | 23     | 15     | 5      | 3      | 36     | 10     | +26    | 65.22  |
| Rumunia U-21         | 20.12.2019 | 16.04.2021 | 5      | 3      | 1      | 1      | 11     | 4      | +7     | 60     |
| FC U Craiova 1948    | 02.06.2021 | urzęduje   | 8      | 2      | 2      | 4      | 7      | 9      | −2     | 25     |
| Łącznie              | Łącznie    | Łącznie    | 47     | 23     | 11     | 13     | 65     | 37     | +28    | 48.94  |

## Sukcesy

### Zawodnicze
Argeș Pitești
- 3. miejsce w Divizii A: 1998

Dinamo Bukareszt
- Mistrzostwo Rumunii: 2000
- Wicemistrzostwo Rumunii: 1999

Inter Mediolan
- Finał Pucharu Włoch: 2000

Chelsea Londyn
- Wicemistrzostwo Anglii: 2004
- Półfinał Ligi Mistrzów: 2004

ACF Fiorentina
- Półfinał Pucharu UEFA: 2008

### Indywidualne
- Piłkarz Roku w Rumunii: 2003, 2005, 2007, 2008
- Złoty Guerin: 2007
- Król strzelców Puchar Włoch: 2010 (4 gole)
- Drużyna Wszech czasów ACF Fiorentina: 2016

## Życie prywatne
Adrian Mutu był trzykrotnie żonaty: z Alexandrą Dinu (2001–2003: syn Mario (ur. 2002)), Consuelo Matos Gómez (2005–2013: córki Adriana (ur. 2006) i Maya (2008)) oraz od 2015 roku z Sandra Bachici, z którą ma syna Tiago (ur. 2017). Pozostawał także w bliskiej relacji z aktorką i modelką – Moran Atias.